# 科林斯 (加利福尼亞州納帕縣)
科林斯（英語：Collins）是位於美國加利福尼亞州納帕縣的一個非建制地區。該地的面積和人口皆未知。

## 地理
科林斯的座標為38°09′57″N 122°15′09″W / 38.16583°N 122.25250°W，而該地的平均海拔高度為15米（即49英尺）。